# Buhle Mkhwanazi
Buhlebuyeza Wilson Mkhwanazi, detto Buhle (Bloemfontein, 1º febbraio 1990), è un calciatore sudafricano, difensore del Siwelele.

## Carriera

### Club
Ha giocato nella prima divisione sudafricana.

### Nazionale
Tra il 2013 ed il 2019 (anno in cui ha anche partecipato ad una Coppa d'Africa) ha giocato complessivamente 22 partite con la nazionale sudafricana.

## Palmarès

### Club

#### Competizioni nazionali
- Campionato sudafricano: 1

Bidvest Wits: 2016-2017
- Coppa di Lega sudafricana: 1

Bidvest Wits: 2017